# Weston Kelsey
Weston Seth Kelsey (ur. 24 sierpnia 1981 w Santa Monica) – amerykański szpadzista, dwukrotny medalista mistrzostw świata.
W 1999 roku zdobył brąz drużynowo na mistrzostwach świata juniorów w Keszthely.
Podczas mistrzostw świata w Paryżu w 2010 roku Amerykanie w składzie: Weston Kelsey, Cody Mattern, Benjamin Bratton i Benjamin Ungar zdobyli srebrny medal w zawodach drużynowych. Na rozgrywanych dwa lata później mistrzostwach świata w Kijowie w tej samej konkurencji zdobył złoty medal.
Wystartował na igrzyskach olimpijskich w Atenach w 2004 roku, gdzie drużynowo był szósty, a indywidualnie zajął 19. miejsce. Na rozgrywanych cztery lata później igrzyskach olimpijskich w Pekinie był siedemnasty indywidualnie. Brał także udział w igrzyskach olimpijskich w Londynie w 2012 roku, gdzie w turnieju indywidualnym zajął czwarte miejsce. Walkę o brązowy medal przegrał z Koreańczykiem Jung Jin-sunem 11:12.
Na igrzyskach panamerykańskich w Santo Domingo w 2003 roku zdobył złoty medal w szabli drużynowej. Następnie był trzeci w szpadzie drużynowej na igrzyskach panamerykańskich w Rio de Janeiro w 2007 roku. Ponadto wywalczył złote medale w szpadzie indywidualnej i drużynowej na igrzyskach panamerykańskich w Guadalajarze w 2011 roku.